# Wysoka Władza Alberta Coppégo
 Wysoka Władza Alberta Coppégo – przejściowa Wysoka Władza Europejskiej Wspólnoty Węgla i Stali, która funkcjonowała tymczasowo: od 8 marca do 5 lipca 1967 roku. Przewodniczącym był Albert Coppé, a wiceprzewodniczącym Johannes Linthorst Homan. Wysoka Władza składała się z Przewodniczącego i 7 członków. Dwóch miała Francja i Belgia, a po jednym Holandia, Włochy, Luksemburg i Niemcy.

## Skład
| Kompetencje    | Członek                  |
| -------------- | ------------------------ |
| Przewodniczący | Albert Coppé             |
|                | Albert Wehrer            |
|                | Roger Reynaud            |
|                | Fritz Hellwig            |
|                | Pierre-Olivier Lapie     |
|                | Jean Fohrmann            |
|                | Johannes Linthorst Homan |